# Furtner Teich
Der Furtner Teich (auch Furtnerteich) ist ein Teich in der Gemeinde Neumarkt in der Steiermark im österreichischen Bundesland Steiermark, der als Vogelschutzgebiet internationale Bedeutung besitzt. Insgesamt wurden hier seit der Zeit um 1840, als der berühmte Ornithologe Blasius Hanf seine Beobachtungen am Furtner Teich begann, 237 verschiedene Vogelarten, davon 102 Brutarten nachgewiesen. Der in der Region ansässige Lehrer und Ornithologe Erich Hable verbrachte ebenfalls viel Zeit am Furtner Teich. Durch Hables Initiative wurde 1963 die Forschungsstätte Pater Blasius Hanf am Furtner Teich eingerichtet, die er bis 1990 als ehrenamtlicher wissenschaftlicher Leiter führte. Ein Teil des rund 500 Meter langen und 250 Meter breiten Teiches, der durch die Richtlinie Natura 2000 als Schutzgebiet ausgewiesen ist, wird als Badeteich und zur Fischerei genutzt. Durch den Teich fließt der Adendorfer Bach, der über Urtelbach und Olsa in die Metnitz fließt.

## Weblinks

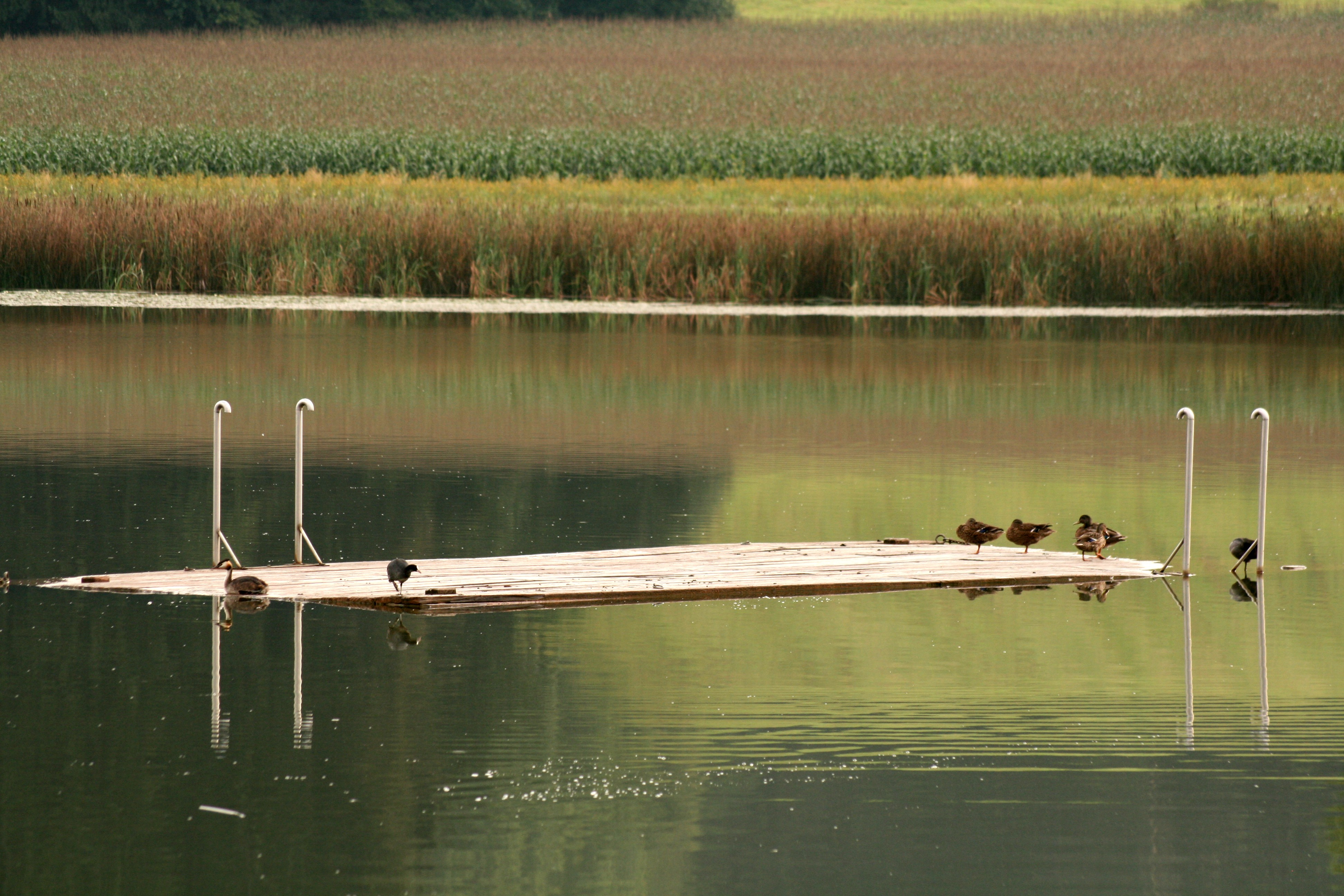
Vögel am Furtner Teich: Haubentaucher, Blässhühner und Ente